# Isla de Luzon
Die Isla de Luzón war das Typschiff einer Klasse kleiner Geschützter Kreuzer der Spanischen Marine. In der Schlacht in der Bucht von Manila versenkte die Besatzung das Schiff selbst. Die amerikanischen Eroberer hoben das Schiff und setzten es wieder instand.
Als Kanonenboot USS Isla de Luzon kam der ehemals spanische Kreuzer 1900 in den Dienst der US Navy. Zuerst wurde sie im Kampf mit den philippinischen Rebellen eingesetzt. Ab 1903 war sie Ausbildungsschiff für Reservekräfte und von 1914 bis zum Herbst 1918 an den Großen Seen stationiert.
1920 wurde die ehemals spanische Isla de Luzón an die Bahama & West Indies Trading Co. verkauft und in Reviver umbenannt. 1931 wurde der ehemalige spanische Kreuzer abgebrochen.

## Baugeschichte
Die Isla de Luzón wurde auf der britischen Werft Armstrong, Mitchell & Co. in Elswick bei Newcastle-upon-Tyne zum Preis von 2,4 Millionen Peseten gebaut. Sie war eine verkleinerte Ausführung der von Armstrong schließlich an die italienische Marine gelieferten Dogali. Die Firma versuchte Spanien auch ein Linienschiff und einen größeren Kreuzer zu verkaufen, erhielt aber nur den Auftrag für zwei kleine Kreuzer 3. Klasse im Januar 1886. Den Auftrag für einen größeren Kreuzer (Reina Regente, 4664 ts) erhielt die Werft Thomsons in Clydebank und Armstrong verkaufte seinen Entwurf in die US Navy, die danach die USS Baltimore bei Cramp bauen ließ.

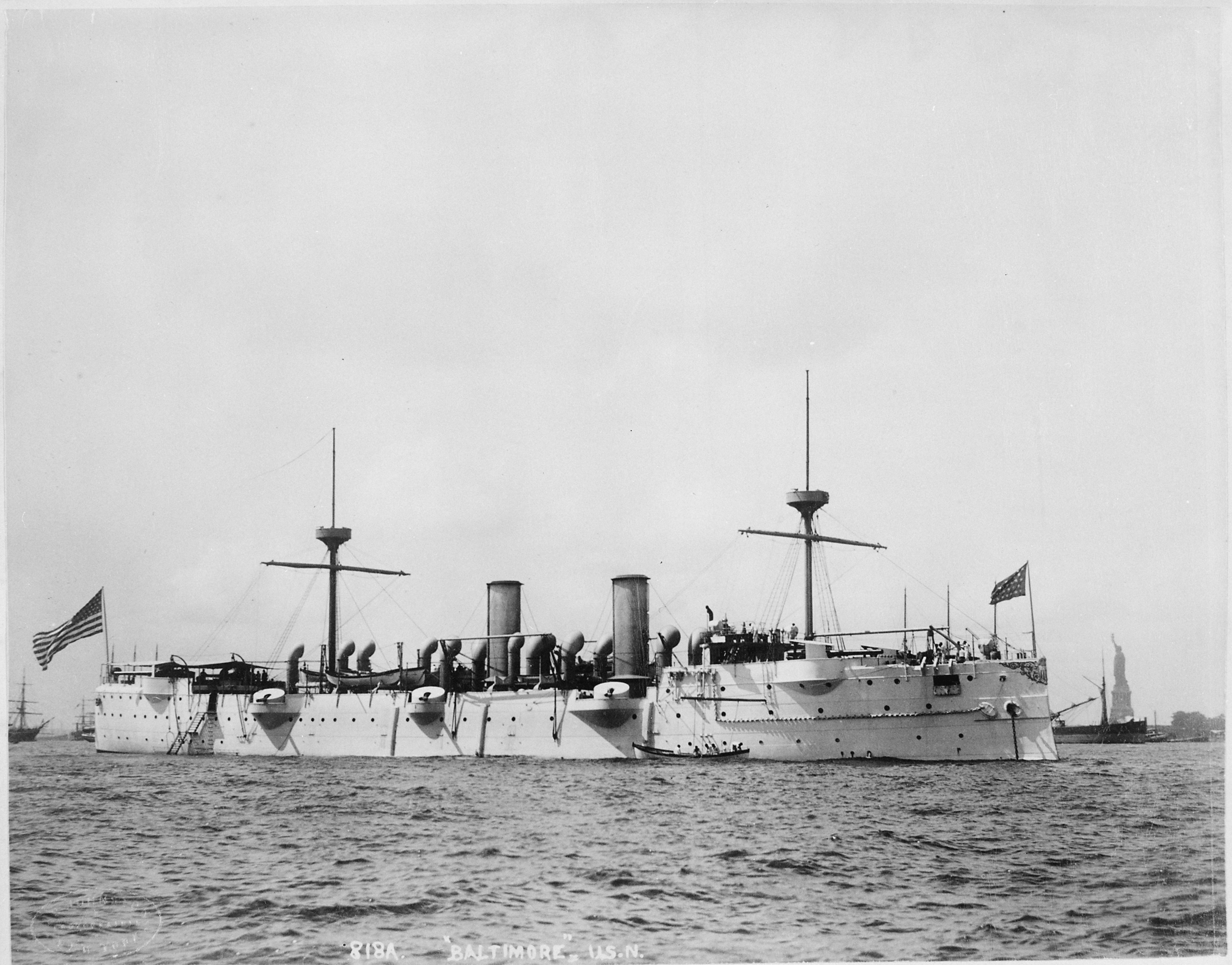
USS Baltimore, gebaut nach dem Armstrong-Plan eines größeren Kreuzers für Spanien

Nach der Kiellegung am 25. Februar 1886 lief die Isla de Luzón am 13. November 1886 vom Stapel und wurde bis zum 22. September 1887 fertiggestellt. Der kleine Geschützte Kreuzer hatte einen Stahlrumpf und einen Schornstein. Das Schiff war für seine Länge sehr breit und zeigte nur mäßige Seeeigenschaften, da der Bug leicht von Wellen begraben wurde. Wegen der geringen Größe wurde der Kreuzer 1898 meist als Kanonenboot bezeichnet.
Bewaffnet war die Isla de Luzón mit vier 120-mm-Kanonen der spanischen Bauart González Hontoria, dazu vier von Armstrong in Lizenz gefertigten Hotchkiss-Schnellfeuergeschützen, einem Maschinengewehr und drei 356-mm-Torpedorohren.

## Einsatzgeschichte
Nach ihrer Fertigstellung wurde die Isla de Luzón ab dem 6. Januar 1888 zusammen mit ihrem Schwesterschiff Isla de Cuba von Newcastle zur spanischen Mittelmeerflotte überführt. Die beiden Kreuzer nahmen 1893/94 am Rifkrieg teil und beschossen Landziele zwischen Melilla und Chafarinos. Als die Philippinische Revolution 1896 ausbrach, wurden sie zu den Philippinen entsandt und dort Teile des Geschwaders unter Konteradmiral Patricio Montojo.
Die Isla de Luzón gehörte zu Montojo's Geschwader, als der Spanisch-Amerikanische Krieg im April 1898 ausbrach. Sie ankerte mit dem Geschwader in Cañacao Bay nahe der Halbinsel von Cavite, Luzon, acht Meilen südwestlich von Manila, als am frühen Morgen des 1. Mai 1898 das Pazifikgeschwader der United States Navy unter Commodore George Dewey den Ankerplatz der Spanier entdeckte und angriff. Die sich entwickelnde Schlacht in der Bucht von Manila war das erste größere Gefecht des Spanisch-Amerikanischen Krieges.
Das amerikanische Geschwader passierte feuernd mehrfach die spanischen Schiffe. Anfangs konzentrierten Deweys Schiffe ihr Feuer auf Montojo's Flaggschiff, den Kreuzer Reina Cristina sowie den Kreuzer Castilla, während die Isla de Luzón nur geringe Schäden erlitt. Als die Reina Cristina ausfiel, gingen die Isla de Luzón und ihr Schwesterschiff Isla de Cuba unter schweren amerikanischen Feuer längsseits, um dem Flaggschiff Hilfe zu leisten.

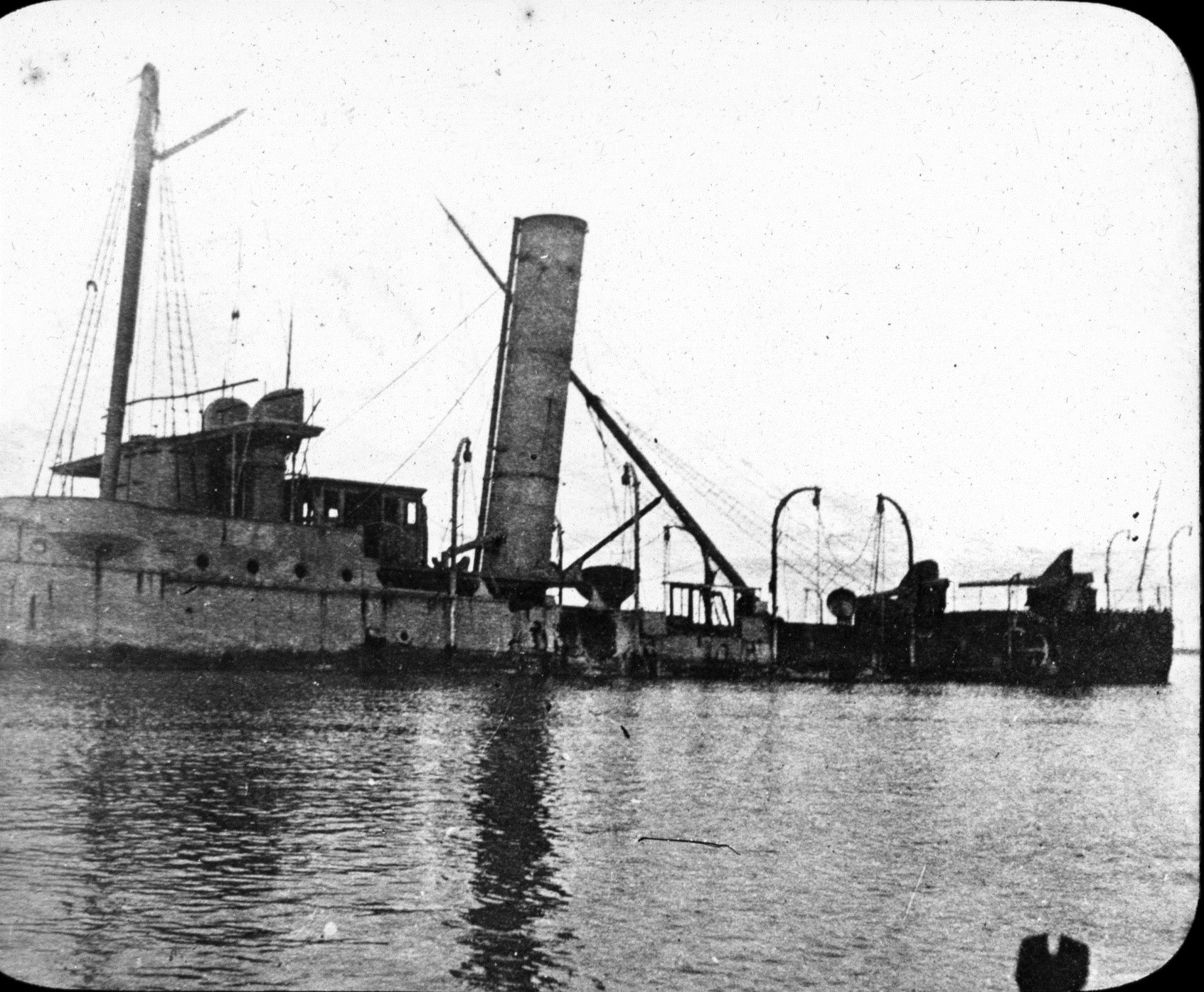
Das Wrack der Isla de Luzon

Da Montojos Geschwader schwer beschädigt war, wurde die Isla de Luzón von der Besatzung in flachem Wasser selbstversenkt, um eine Inbesitznahme durch die Amerikaner zu verhindern. Sie hatte drei Treffer erhalten, von denen einer das Buggeschütz zerstört hatte. Sechs Mann der Besatzung waren verwundet. Ihre Aufbauten blieben nach der Selbstversenkung über Wasser, und das Kanonenboot USS Petrel setzte eine Gruppe an Bord, die das gesunkene spanische Schiff in Brand setzte. Auch das Schwesterschiff Isla de Cuba versenkte sich selbst und wurde von der Petrel in Brand gesteckt.
Nachdem die Vereinigten Staaten die Philippinen besetzt hatten, nahm die United States Navy das Wrack in Besitz, hob es und schleppte das Schiff nach Singapur, wo es repariert wurde. 1900 kam das instandgesetzte Schiff als Kanonenboot USS Isla de Luzon in den Dienst der Vereinigten Staaten. Ebenso verfuhr die US Navy mit der Isla de Cuba, die allerdings in Hongkong instand gesetzt wurde.

### United States Navy
Die USS Isla de Luzon kam am 31. Januar 1900 unter Commander J. V. B. Bleecker in den Dienst der United States Navy. Die spanischen 120-mm-Kanonen hatte man entfernt und durch 4-Zoll-102-mm-Kanonen ersetzt, die auf dem Vordeck und der Poop standen.

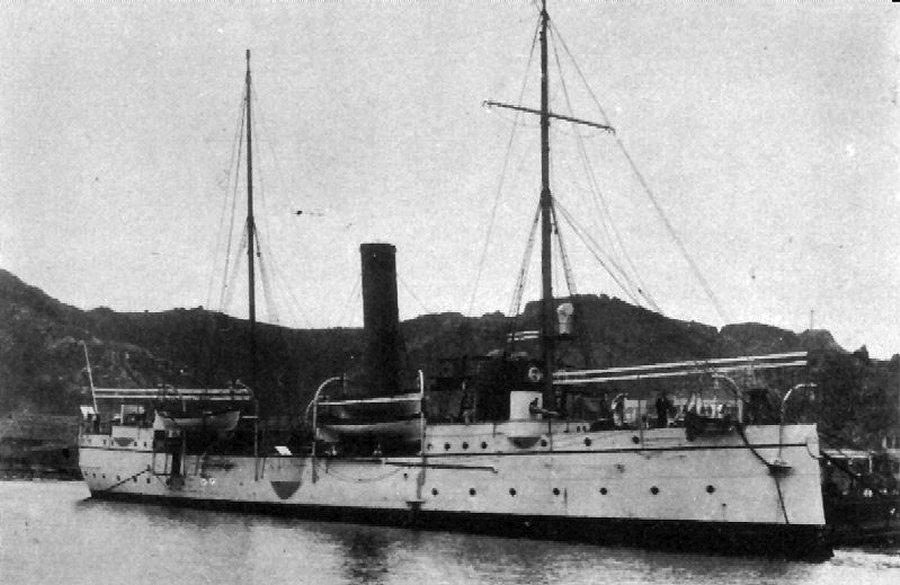
USS Isla de Luzon, 1906

Sie wurde in Zamboanga stationiert und unterstützte die Land- und Seeoperationen gegen die philippinischen Aufständischen. Die Isla de Luzon gehörte zum Südlichen Geschwader, das die Aufständischen von ihren Vorräten auf Samar abschnitt, die Gefangennahme von Vicente Lukbán, dem Führer der Rebellen von Samar, unterstützte und die enge Blockade von Samar durchführte, was alles den Abschluss eines Waffenstillstandes beschleunigte. Zeitweise war die Isla de Luzon zusammen mit der Isla de Cuba im Einsatz.
Am 15. August 1902 verließ die Isla de Luzon Cavite, um in die USA zu marschieren. Beim Besuch von Maskat, Oman, malten Mitglieder der Besatzung nach einer alten Tradition die „Isla de Luzon“ auf den steilen Felsen am Eingang des Hafens. Dies Gemälde wurde später regelmäßig von besuchenden Schiffen der U.S. Navy erneuert. Nach Passage durch den Sueskanal und einigen Besuchen in Mittelmeerhäfen, erreichte die Isla de Luzon am 16. März 1903 Pensacola (Florida). Bis zum 6. Dezember 1903 gehörte sie zur dortigen Marinewerft.
Dann wurde sie erst der Louisiana Naval Militia, ab 1914 der Illinois Naval Militia an den Großen Seen zugeteilt. 1911 erhielt das alte Kanonenboot neue Babcock & Wilcox-Kessel, zudem erhielt sie zwei sehr dünne Schornsteine. Während ihrer Dienstzeit wurde die Bewaffnung mehrfach verändert.
Beim Eintritt der Vereinigten Staaten in den Ersten Weltkrieg im April 1917, war die Isla de Luzon in Chicago als Schulschiff für die Großen Seen stationiert. Sie blieb dort, bis sie am 30. September 1918 in der Narragansett Bay eintraf, um an der Naval Torpedo Station Kanoniere auszubilden. Nach Einbau neuer Torpedorohre diente sie auf dem Schießplatz in der Narragansett Bay vom 13. November 1918 bis 13. Dezember 1918.
Am 15. Februar 1919 wurde die USS Isla de Luzon außer Dienst gestellt und Hilfsfahrzeug der Naval Torpedo Station, Newport, bis sie am 23. Juli 1919 endgültig gestrichen wurde.

## Endschicksal
Am 10. März 1920 wurde die Isla de Luzon an die Bahama & West Indies Trading Co., New York, verkauft und in Reviver umbenannt und als Bergungsschiff eingesetzt. 1931 wurde das Schiff verschrottet.

## Die Schwesterschiffe
Die Isla de Luzon hatte zwei Schwesterschiffe:
- die Isla de Cuba, ebenfalls in Elswick gebaut, am 11. Dezember 1886 vom Stapel gelaufen und am 22. September 1887 fertiggestellt. Ihr Einsatz in der spanischen Marine verlief weitgehend wie der des Typschiffes Isla de Luzon. Auch sie wurde nach der Schlacht von Manila von der spanischen Besatzung selbst versenkt, später von den amerikanischen Eroberern der Philippinen gehoben und als Kanonenboot USS Isla de Cuba in Dienst gestellt. Am 2. April 1912 wurde sie an Venezuela verkauft. Unter dem Namen Mariscal Sucre, nach dem Marschall Antonio José de Sucre diente sie in der Marine Venezuelas bis zum Abbruch 1940.
- die Marqués de la Ensenada, die im Arsenal de la Carraca von Cádiz gebaut wurde. Der Baubeginn war im Juli 1887 und am 25. Februar 1890 erfolgte der Stapellauf. Am 1. Februar 1894 wurde der Kreuzer in den Dienst der spanischen Marine übernommen. 1897 bis 1899 war er zur Verteidigung Kubas eingesetzt. Nach ihrer Rückkehr wurde die Marqués de la Ensenada 1900 abgerüstet und 1913 abgewrackt.